# Jan Schiecke
Jan Schiecke (* 15. April 1981 in Berlin) ist ein ehemaliger deutscher Basketballfunktionär und -spieler.

## Leben
Schiecke studierte an der Deutschen Sporthochschule Köln und war als Basketballjournalist tätig, in der Saison 2007/08 war er für den Bundesligisten Köln 99ers im Bereich Pressearbeit und Spielerbetreuung tätig. In der Sommerpause 2008 wechselte er als Teammanager innerhalb der Liga zur BG Göttingen. In der Saison 2009/10 wurde Schiecke bei den „Veilchen“ auch als Spieler eingesetzt: Er wirkte in drei Bundesliga- sowie in einem Europapokalspiel mit. Im Mai 2011 wurde er in Göttingen zum Sportdirektor befördert und übte teils auch das Amt des Co-Trainers aus. Er arbeitete bis 2012 für die BG Göttingen.